# Frullania pseudoalstonii
Frullania pseudoalstonii là một loài Rêu trong họ Jubulaceae. Loài này được Tsudo & J. Haseg. mô tả khoa học đầu tiên năm 2006.